# اسکاتلند (میسیسیپی)
اسکاتلند (به انگلیسی: Scotland) یک منطقهٔ مسکونی در ایالات متحده آمریکا است که در شهرستان یازو، میسیسیپی واقع شده‌است. اسکاتلند ۷۰٫۱ متر بالاتر از سطح دریا واقع شده‌است.